# Escut de l'Hospitalet (escultura)
L'Escut de l'Hospitalet, també conegut com la Pinça, és una escultura realitzada per Josep Maria Subirachs el 1974. Es troba a l'Hospitalet de Llobregat, a la confluència de la plaça de Ca n'Escorça amb els carrers de Santa Eulàlia i Riera Blanca, just a l'entrada a la ciutat des de Barcelona —de fet, la vorera del carrer Riera Blanca situada davant de l'escultura pertany administrativament a Barcelona. És coneguda popularment com la Pinça per la seva similitud amb una pinça d'estendre la roba.
L'Escut de l'Hospitalet és una escultura pública de les darreres tendències de l'Hospitalet de Llobregat (Barcelonès) inclosa a l'Inventari del Patrimoni Arquitectònic de Catalunya amb el codi IPA-20634.

## Autor
Josep Maria Subirachs va ser escultor, pintor, gravador, escenògraf i crític d'art, nascut el 1927 i mort el 2014. Va destacar especialment en l'escultura, però també en altres tècniques com la pintura, el dibuix, el gravat, el cartell, el tapís, la il·lustració de llibres, el disseny de joies i l'encunyació de medalles.
També va realitzar nombroses escenografies per a prestigiosos muntatges d'obres de teatre i ballet. Igualment, va exercir de professor d'art i, en el terreny teòric, va ser escriptor i col·laborador en revistes i diaris, crític d'art i conferenciant a universitats i acadèmies de tot el món.

## Descripció
Aquesta obra pertany a l'etapa neofigurativa de Subirachs, iniciada cap al 1965 després d'un període marcat per l'abstracció. No obstant això, no és una figuració realista, sinó estilitzada i de tall expressionista, que remarca especialment el component simbòlic de la forma i pretén transcendir la realitat, no imitar-la. Malgrat tot, aquesta obra recorda alguna de les realitzacions abstractes de Subirachs dels anys 1960, de l'etapa anomenada «de les penetracions i les tensions» —segons denominació de José Corredor Matheos—, caracteritzada per l'ús de falques encaixades amb cargols i tirants de ferro, o de peces tensades amb cables o cordes, en encaixos que jugaven amb la matèria i l'espai, amb elements oposats, com ara matèria i forma, gravitació i contrapès, buit i ple, horitzontal i vertical.
Aquesta realització s'emmarca en una sèrie d'obres encaminades per l'autor a la reivindicació identitària, l'evocació de la història i cultura de Catalunya, que va recrear constantment en la seva obra, ja que segons les seves declaracions: «m'agradaria ser un artista que ajudés a crear els símbols d'identitat del meu país». Així, en la seva obra abunden els monuments de caràcter nacionalista, com l'Homenatge a la Resistència Catalana (1981), el Monument al restabliment de la Generalitat de Catalunya (1982), el Monument al mil·lenari de Catalunya (1990), els realitzats en homenatge a personatges catalans o a diverses poblacions catalanes, com Barcelona, l'Hospitalet o Manresa.
L'escultura és un monument dedicat a l'escut de l'Hospitalet, format pel següent blasó: «escut enrajolat truncat: 1r d'argent, un sautor o creu de Santa Eulàlia plena de gules, 2n d'or, quatre pals de gules. Per timbre, una corona mural de ciutat».
Santa Eulàlia va ser una màrtir natural de Barcelona que va ser crucificada en una creu en forma d'aspa cap a l'any 303 i és la patrona de la ciutat de l'Hospitalet.
L'artista va recrear la creu mitjançant dos blocs verticals de ciment encofrat, sobre els quals va situar quatre blocs també de ciment de color vermell que representen les quatre barres de la bandera catalana, encaixats com a falques a la part superior de la creu.
A les cares laterals, la creu està gravada amb múltiples inscripcions i símbols al·lusius a la història de l'Hospitalet, com ara noms de barris, escuts, esglésies, edificis i personatges vinculats amb la ciutat. Reflecteix així una altra de les constants a l'obra de l'escultor: la presència de lletres i números, com a símbol de la comunicació i del progrés intel·lectual.
L'obra està signada: Subirachs. 1974.
El monument va ser inaugurat el 26 d'abril de 1975 per l'alcalde Vicente Capdevila.